# Nippa (métro de Yokohama)
Nippa (新羽駅, Nippa-eki) est une station du métro de Yokohama au Japon. Elle est située dans l'arrondissement de Kōhoku à Yokohama.

## Situation ferroviaire
La station est située au point kilométrique (PK) 31,8  de la ligne bleue du métro de Yokohama.

## Histoire
La station a été inaugurée le 18 mars 1993.

## Service des voyageurs

### Accueil
La station est ouverte tous les jours.

### Desserte
- Ligne bleue :
  - voies 1 et 2 : direction Shonandai
  - voies 3 et 4 : direction Azamino